# Aeroport Internacional de Rivera
L'Aeroport Internacional de Rivera (IATA: RVY, OACI: SURV) també conegut com a Internacional Cerro Chapeu, és un aeroport que es troba proper a la ciutat de Rivera, al nord-est de l'Uruguai, sobre la frontera amb Santana do Livramento, Brasil. Té una pista d'aterratge pavimentada amb abalisat nit de 1830x45 metres. Capçaleres: 05 (054º) elevació: 659' / 23 (234º) elevació: 712'.

## Facilitats
- Radiofarols RVA (305.00 MHz) i RV (260.00 MHz).
- Abalisat nit.
- Servei de ràdio (AFIS) 122.1 (de dilluns a divendres des de les 10:00 a les 22:00 UTC; dissabtes i diumenges al matí)
- Ràdio TWR 122.10.